# Ashdown House (Oxfordshire)

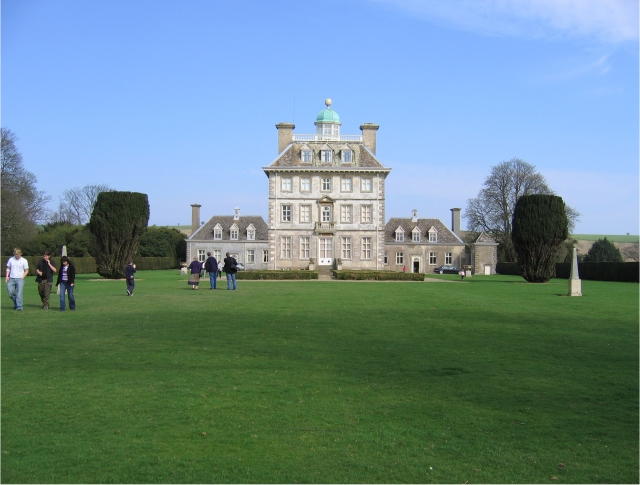
Ashdown House von Westen

Ashdown House (mit dem umgebenden Ashdown Park) ist ein Landhaus aus dem 17. Jahrhundert in der Gemeinde Ashbury in der englischen Grafschaft Oxfordshire. Bis 1974 gehörte das Haus zur Grafschaft Berkshire, zu der das nahegelegene Dorf Lambourn weiterhin gehört.

## Geschichte
Ashdown House ist mit der „Winterkönigin“ Elisabeth von Böhmen, der Schwester Karls I. von England, verbunden. Es heißt, dass William Craven, 1. Earl of Craven (1608–1697), Ashdown House für sie zusammen mit seinem Haus in Hamstead Marshall bauen ließ, aber sie starb 1662, bevor der Bau begann.

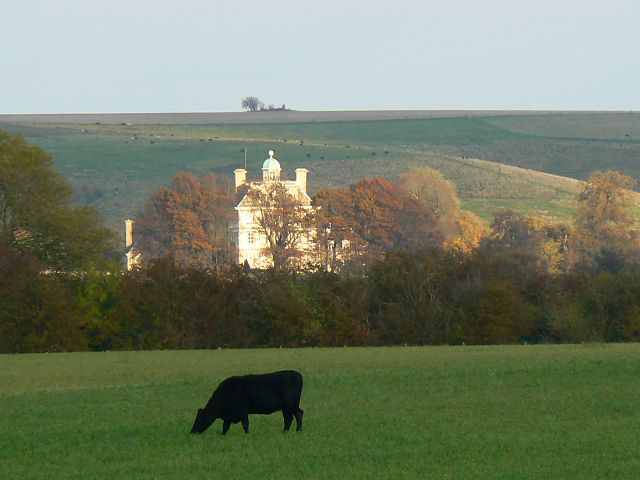
Ashdown House von Nordwesten

Der Baumeister des Landhauses ist nicht bekannt, aber man glaubt, dass Craven Captain William Winde damit beauftragte, ein Herrenhaus im holländischen Stil als Jagdschloss und Rückzugsort vor der Pest zu bauen. Das Haus bietet 740 m² Wohnfläche, ein großes Treppenhaus in der Mitte, Empfangsräume, verbindende Salons und Wohnzimmer, eine Küche, ein Speisezimmer und acht Schlafzimmer. Zum Anwesen gehören zwei Lodges, drei Bauernhöfe und etwa 40 Hektar Land. Das Landhaus steht einsam inmitten eines parkähnlichen Grundstückes und Gärten, die man von Dach aus überblicken kann. Im Hintergrund sieht man Wälder und Viehweiden. In der Nähe liegen eine große Gruppe von Sarsensteinen und Alfred’s Castle, eine Wallburg aus der Eisenzeit.
Mindestens ein Waldgebiet im Ashdown Park gab es schon vor dem Bau des Landhauses. Die Glastonbury Abbey hatte die Grundherrschaft von Ashbury bis zur Auflösung der Klöster 1539 inne. Ein Rehpark wurde für die Abtei im Süden des Gemeindegebietes eingerichtet. Das gerundete Gebiet, das typisch für mittelalterliche Rehparks ist, wird durch eine alte Eindämmung eingeschlossen. Die Eindämmung wurde von einem Palisadenzaun überragt, vermutlich gefertigt aus gespaltenen Eichenpfählen. Der Rehpark ist vermutlich identisch mit dem Aysshen Wood, den eine Inventarliste der Gemeinde von 1519 als 168 Hektar groß ausweist. Der frühere Rehpark ist heute der Upper Wood von Ashdown Park.
Trotz einiger weniger Änderungen über die Jahrhunderte blieb das Landhaus im Großen und Ganzen so wie es einst gebaut wurde, bis es im Zweiten Weltkrieg von der Royal Army requiriert wurde. Diese Besetzung hinterließ das Landhaus in nahezu vernachlässigtem Zustand. Dem National Trust gehörte das Landhaus seit 1956, als Cornelia Craven, Countess of Craven, es ihm stiftete. Das Haus ist verpachtet und wurde von den letzten Pächtern renoviert. Im Jahre 2010 pachtete Pete Townshend das Anwesen für 41 Jahre und 2011 begann eine umfassende Restaurierung. Nur das Treppenhaus und das Dach sind öffentlich zugänglich; von dort oben kann man weit in die Berkshire Downs blicken. Auch die benachbarten Wälder von Ashdown Park sind öffentlich zugänglich. Das Landhaus kann von April bis Oktober bei mittwochs und samstags stattfindenden Führungen besichtigt werden.